# Wiesław Ochman

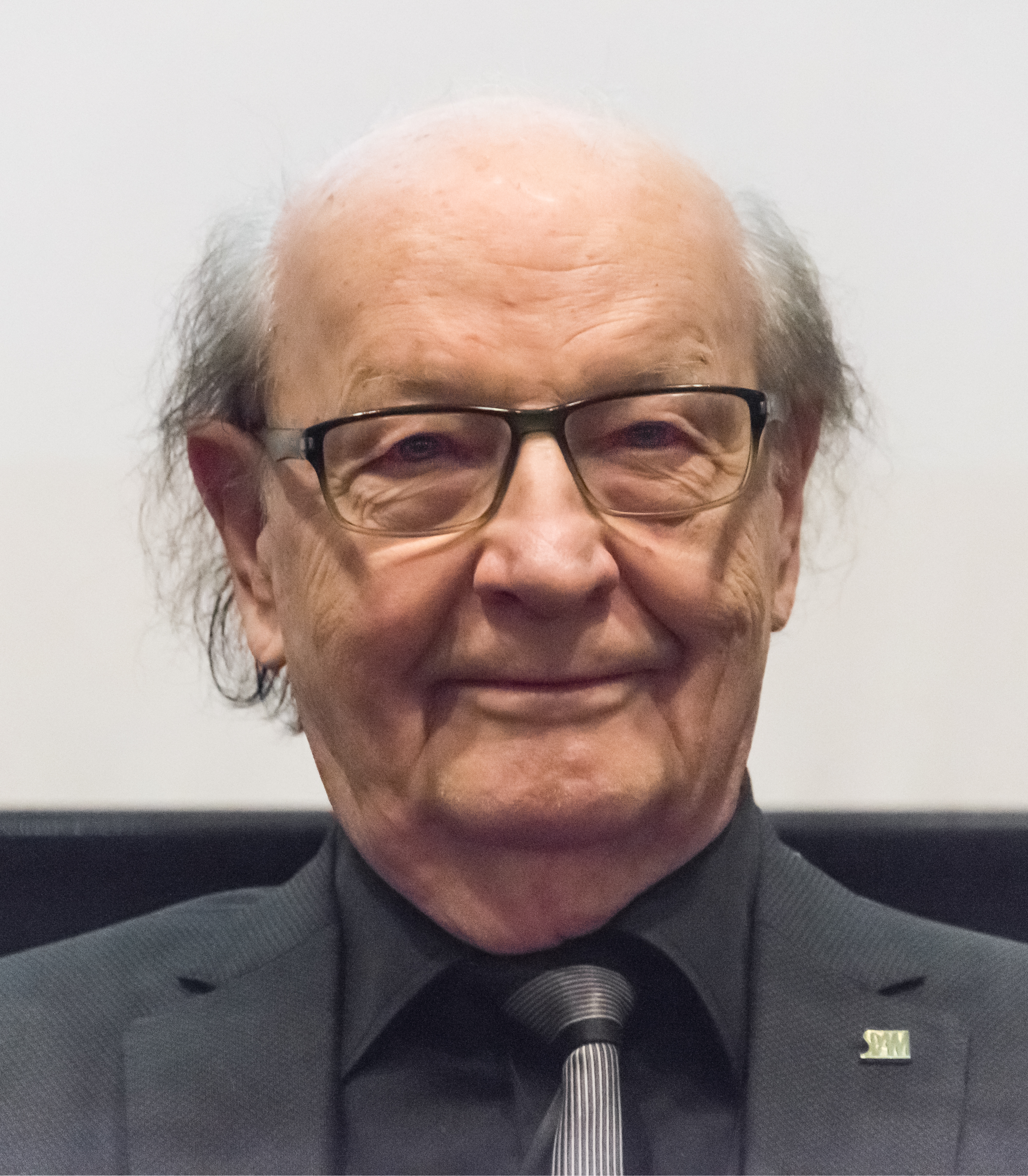
Wiesław Ochman in 2023

Wiesław Ochman (Warschau, 6 februari 1937) is een Poolse tenor.
Ochman begon zijn zangopleiding onder leiding van Gustaw Serafin in Krakau (1955-1959) en Maria Szłapak in Bytom (1960-1963). In 1960 voegde hij zich bij de Silezische Opera in Bytom, waar hij drie seizoenen zong. Vervolgens ging hij naar de opera van Krakau. Van 1964 tot 1970 trad hij op in het Teatr Wielki in Warschau. In 1965 zong hij de hoofdrol in Stanisław Moniuszko's opera Halka bij de opening van het herbouwde Teatr Wielki. Hij maakte ook een plaatopname van die rol die op cd verkrijgbaar is.
Ochman begon zijn internationale carrière in 1967 bij de opera in Berlijn. Vervolgens zong hij in München en Hamburg. Hij behaalde zijn eerste successen bij wedstrijden op festivals in Glyndebourne en Salzburg. In 1972 kreeg hij een contract bij de opera van Parijs, en vervolgens bij de opera's in Chicago en San Francisco. In 1975 maakte hij zijn debuut bij de Metropolitan Opera in New York met de rol van Arrigo in Giuseppe Verdi's Les vêpres siciliennes.
Ochman nam 31 platen op, waarvan de meeste in Polen.

## Privé
- Zijn kleinzoon Krystian Ochman geniet ook bekendheid als zanger.[1]

- Bibsys: 3035770
- Bibliothèque nationale de France: cb138980640 (data)
- Catàleg d'autoritats de noms i títols de Catalunya: 981058513285406706
- CiNii: DA08053623
- Gemeinsame Normdatei: 133045218
- International Standard Name Identifier: 0000 0001 0978 1737
- Library of Congress Control Number: n81108503
- Nationale Bibliotheek van Letland: 000291206
- MusicBrainz: 6c6da14e-01e7-4042-805d-2f0188c58475
- Nationale Bibliotheek van Tsjechië: mzk2003188017
- Nationale bibliotheek van Australië: 36556868
- Nationale Bibliotheek van Israël: 987007448828005171
- Nationale Bibliotheek van Polen: a0000001232587
- Nationale en Universitaire bibliotheek Zagreb: 000478569
- Nederlandse Thesaurus van Auteursnamen: 073143472
- Réseau des bibliothèques de Suisse occidentale: 02-A000123914
- SNAC: w6wm211q
- Système universitaire de documentation: 113581084
- Virtual International Authority File: 60259239
- WorldCat: E39PBJyrPPTJYKtBJvkBkMGWDq